# البطولات الوطنية الأمريكية 1883 (كرة مضرب)
قائمة بالأبطال في 1883 البطولات الوطنية الأمريكية لكرة المضرب (المعروفة الآن باسم أمريكا المفتوحة):

## الكبار

### فردي رجال
ريتشارد سيرز هزم  جيمس دوايت 6-2 6-0 9-7